# Domenico De Masi
Domenico De Masi (Rotello, 1 de fevereiro de 1938 — Roma, 9 de setembro de 2023) foi um sociólogo italiano. Tornou-se famoso pelo conceito de "ócio criativo" segundo o qual o ócio, longe de ser negativo, é um fator que estimula a criatividade pessoal.
De Masi residiu em 3 cidades italianas: Nápoles, Milão e Roma. Aos dezenove anos, já escrevia, para a revista Nord e Sud, artigos de sociologia urbana e do trabalho. Aos 22 anos, lecionava na Universidade de Nápoles. Mais recentemente, assumiu o posto de professor de sociologia do trabalho na Universidade de Roma "La Sapienza". Entre 1978 e 2000, dirigiu a S3.Studium, escola de especialização em ciências organizacionais que fundou. Escreveu diversos livros, alguns deles tidos como revolucionários. Entre eles, se destacam: "Desenvolvimento Sem Trabalho", "A Emoção e a Regra", "O Ócio Criativo" e "O Futuro do Trabalho". Em 2010, tornou-se cidadão honorário da cidade do Rio de Janeiro, no Brasil.

## Morte
De Masi morreu no dia 9 de setembro de 2023, aos 85 anos em Roma.